# Enallagma durum
Enallagma durum – gatunek ważki z rodziny łątkowatych (Coenagrionidae). Występuje na terenie Ameryki Północnej (USA i północno-wschodni Meksyk).